# Porfirij Kumaniok
Porfirij Fomicz Kumaniok (ros. Порфирий Фомич Куманёк, ur. 13 lutego?/26 lutego 1911 we wsi Jurasiwka w guberni czernihowskiej, zm. 29 lipca 1972 w Kijowie) – radziecki działacz partyjny, I sekretarz Komitetu Obwodowego KPU w Czernihowie) (1955–1959).

## Życiorys
Odbył służbę w Armii Czerwonej, od 1939 w WKP(b), działacz Komsomołu i WKP(b) w obwodzie sumskim, w latach 1941–1942 sekretarz podziemnego komitetu rejonowego KP(b)U w obwodzie sumskim. Od czerwca do października 1942 komisarz sumskiego zgrupowania partyzanckiego dowodzonego przez Aleksandra Saburowa, od 2 października 1942 do 29 czerwca 1943 członek nielegalnego KC KP(b)U, 1943 szef sztabu dowodzenia ruchu partyzanckiego w obwodzie sumskim. Od października 1942 do września 1943 I sekretarz Podziemnego Komitetu Obwodowego KP(b)U w Sumach, w latach 1943–1944 III sekretarz, a 1944–1945 II sekretarz Komitetu Obwodowego KP(b)U w Sumach, 1945–1948 słuchacz Wyższej Szkoły Partyjnej przy KC WKP(b), 1948–1954 II sekretarz Komitetu Obwodowego KP(b)U/KPU w Żytomierzu. Od 1954 do lipca 1955 II sekretarz, a od 17 lipca 1955 do 10 września 1959 I sekretarz Komitetu Obwodowego KPU w Czernihowie, od 21 stycznia 1956 do 16 lutego 1960 członek KC KPU. Od września 1959 do lutego 1961 przewodniczący Komitetu Wykonawczego Rady Obwodowej w Czernihowie, od 19 lutego 1960 do 27 września 1961 zastępca członka KC KPU. Odznaczony dwoma Orderami Lenina.